# 음역 (음악)

색소폰의 음역.

음악에서 악기의 음역(音域)이란 그 악기가 낼 수 있는 소리의 높낮이 범위를 말한다. 성악에서는 성악 음역이라고 한다. 대부분의 악기는 지정된 음역이 있으며, 이론적으로 음역에 한계가 없는 악기도 실질적인 음역이 있다. 대개 서양 고전 음악의 악기들의 음역은 세 옥타브 정도이며, 피아노나 오르간, 하프 등의 음역은 여섯 옥타브를 넘는다.

## 같이 보기
- 서브베이스
- 가청범위